# Sarnida
Sarnida fou un territori de les muntanyes Zagros, veí del territori dels gutis i veí també d'Elhuuia i del país dels uquniauu. Tots aquests pobles estaven emparentats entre ells. Tukultininurta I, rei d'Assíria vers 1235-1196 aC, al començament del seu regnat va fer una campanya a la regió a l'est del Tigris, fins a la regió de les muntanyes, i hauria cobrat tribut de Sarnida.